# Andrew Crosby
Andrew „Andy“ Crosby (* 5. November 1965 in Bella Coola) ist ein ehemaliger kanadischer Ruderer.
Andrew Crosby trat bei den Weltmeisterschaften 1985 erstmals mit dem kanadischen Achter an und belegte den zehnten Platz. Nach einem neunten Platz 1986 erreichte der kanadische Achter bei den Weltmeisterschaften 1987 wieder das A-Finale und belegte den fünften Platz. Bei den Olympischen Spielen 1988 ruderte der kanadische Achter den sechsten Platz, wobei mit Kevin Neufeld, Grant Main, Paul Steele und Steuermann Brian McMahon vier Olympiasieger aus dem Achter von 1984 im Boot saßen.
Bei den Weltmeisterschaften 1989 ruderten im Vierer mit Steuermann Darren Barber, Darby Berkhout, Andrew Crosby, Bruce Robertson und Steuermann Terrence Paul auf den zehnten Platz. 1990 wechselten vier Mitglieder dieser Crew in den kanadischen Achter. Bei den Weltmeisterschaften 1990 siegte der Deutschland-Achter vor dem kanadischen Achter in der Besetzung Darren Barber, Andrew Crosby, Robert Marland, Derek Porter, Michael Rascher, Bruce Robertson, Brian Saunderson, John Wallace und Terrence Paul. Auch bei den Weltmeisterschaften 1991 siegten die Deutschen vor den Kanadiern, bei denen Don Telfer für Brian Saunderson im Boot saß. Bei der olympischen Regatta 1992 in Barcelona trat der kanadische Achter mit Michael Forgeron für Don Telfer an. Die Kanadier gewannen den ersten Vorlauf und belegten im ersten Halbfinale den zweiten Platz hinter den Rumänen. Im Finale siegten die Kanadier mit vierzehn Hundertstelsekunden Vorsprung vor den Rumänen, der Deutschlandachter erhielt die Bronzemedaille.
Nach einer dreijährigen Pause versuchte Crosby sich für das kanadische Olympiateam 1996 zu qualifizieren, was ihm auch gelang. Im kanadischen Achter, der bei den Olympischen Spielen 1996 den vierten Platz belegte, saßen vom Olympiasiegerboot von 1992 nur noch Crosby und Barber.